# Sagides
Sagides es una localidad española del municipio de Arcos de Jalón, perteneciente a la provincia de Soria, en la comunidad autónoma de Castilla y León. Está ubicada en la comarca de Arcos de Jalón.

## Geografía
Se encuentra en la comarca de Arcos de Jalón y el partido judicial de Almazán. Esta pequeña población del antiguo ducado de Medinaceli está ubicada en el valle del Alto Jalón, al sur de Arcos de Jalón siguiendo la carretera provincial SO-P-3009 que conduce a Maranchón en la N-211 ya en la provincia de Guadalajara. Bañada por el arroyo Madre o de Sagides, afluente por la derecha del Jalón.
La línea de alta velocidad Madrid-Zaragoza-Barcelona-Frontera francesa discurre al norte de la localidad atravesando su término.

## Historia
A la caída del Antiguo Régimen la localidad se constituye en municipio constitucional en la región de Castilla la Vieja que en el censo de 1842 contaba con 40 hogares y 160 vecinos. A mediados del siglo XIX, el lugar tenía contabilizadas 42 casas. La localidad aparece descrita en el decimotercer volumen del Diccionario geográfico-estadístico-histórico de España y sus posesiones de Ultramar de Pascual Madoz de la siguiente manera:

SAGIDES: l. con ayunt. en la prov. de Soria (14 leg.), part. jud. de Medinaceli (3), aud. terr. y c. g. de Búrgos (36), dióc. de Sigüenza (7).  sit. en una ladera inmediato á un arroyo de buenas aguas; goza de buena ventilacion y saludable clima. Tiene 42 casas; la consistorial que sirve de cárcel, y escuela de instruccion primaria frecuentada por 22 alumnos, dotada con 22 fan. de trigo y 130 rs.; una igl. parr. (La Purificacion de Ntra. Sra.) servida por un cura y un sacristan. térm.: confina con los de Arcos, Chaorna, Laina y Velilla; dentro de él se encuentran varios manantiales y una ermita (Ntra. Sra. de los Santos. El terreno, fertilizado por las aguas del indicado arroyo y por las de los manantiales que brotan en el mismo, es de buena calidad; comprende unas 2,700 fan. de prados y pastos naturales, y 700 de monte arbolado de encina, romero, enebro y sabina. caminos; los que dirigen á los pueblos limítrofes, todos de herradura y en mal estado. correo: se recibe y despacha en la cab. del part. prod.: trigo, cebada, avena, judias, garbanzos y otras legumbres, nabos, hortalizas, cáñamo, cera, miel, leñas de combustible y buenos pastos, con los que se mantiene ganado lanar, cabrío, vacuno, mular, asnal y de cerda. ind.: la agrícola, un tejedor de lienzos ordinarios y la recriacion de ganados y colmenas. pobl.: 40 vec., 160 alm. cap. prod.: 75,104 reales. imp.: 34,472.
(Madoz, 1849, pp. 616-617)

A mediados del siglo XIX crece el término del municipio porque incorpora a Ures.
El municipio de Sagides desapareció en 1967, al fusionarse con los de Arcos de Jalón, Aguilar de Montuenga, Chaorna, Montuenga, Judes, Iruecha, Laina, Somaen, Velilla de Medinaceli y Jubera. Contaba entonces con 66 hogares y 261 habitantes.
En diciembre del año 2015 en Sagides la entidad sin ánimo de lucro Asociación Áreas Verdes de los amigos de la tierra puso en marcha en Sagides el primer Bosque Pymes del mundo (de a pequeña y mediana empresa) según diversos medios de comunicación, entre ellos la revista Emprendedores, CEPYME emprende y el Diario de Soria. Un bosque Pymes es aquel bosque donde todos los árboles plantados son patrocinados en parcelas individualizadas y señalizadas por cada una de las empresas participantes en los proyectos de lucha contra el cambio climático y la desertización desarrollados por esta asociación. Las empresas participantes obtienen el certificado verde medioambiental que les acredita como empresas comprometidas con la sostenibilidad. El Bosque Pymes se encuentra ubicado en las fincas del Hocinillo y Valdelobos, ocupa 9 ha y este proyecto se enmarca dentro de un proyecto de regeneración y recuperación de un antiguo Sabinar de dicha población.

## Geografía humana

### Demografía
| Gráfica de evolución demográfica de Sagides entre 1842 y 1960 |
| |
| Población de derecho según los censos de población del INE Población de hecho según los censos de población del INEEntre el censo de 1857 y el anterior, crece el término del municipio porque incorpora a 425118 (Ures) Entre el censo de 1970 y el anterior, este municipio desaparece porque se integra en el municipio 42025 (Arcos de Jalón) |

En el año 1981 contaba con 43 habitantes, concentrados en el núcleo principal, pasando a 9 en 2009.

## Patrimonio
En la localidad hay una iglesia bajo la advocación de la Purificación de Nuestra Señora.